# Fundacja Kultury Polskiej na Litwie im. Józefa Montwiłła
Fundacja Kultury Polskiej na Litwie im. Józefa Montwiłła (lit. Juzefo Montvilo vardo lenkų kultūros fundacija Lietuvoje) – fundacja założona w 1989 w Wilnie przez Polaków zamieszkujących Wileńszczyznę. 

## Historia i współczesność
Fundacja, której patronem został działacz społeczny i filantrop Józef Montwiłł, prowadzi działalność na rzecz inwentaryzacji pamiątek kultury polskiej i upamiętnienia działalności Armii Krajowej na Wileńszczyźnie, jak również prace konserwatorskie (np. miejsc związanych z pobytem Adama Mickiewicza). Z inicjatywy fundacji odsłonięto w Wilnie tablice upamiętniające zasłużonych Polaków, m.in. papieża Jana Pawła II, Adama Mickiewicza, drukarzy Zawadzkich, Józefa Ignacego Kraszewskiego, Franciszka Żwirko i Stanisława Wigurę.
Od 1993 Fundacja wydawała w Wilnie kwartalnik „W kręgu kultury”. Prezesem od momentu powstania Fundacji do chwili śmierci w 2019 był Henryk Sosnowski.